# 宙よ
「宙よ」（そらよ）は、2007年8月8日にリリースされた布施明のシングル。
発売・販売元はユニバーサル・ミュージック（UMCK-5176）。

## 概要
「宙よ」は2007年から日本で放送された韓国ドラマ『朱蒙 -チュモン- Prince of the Legend』の主題歌。布施は、原曲の韓国語の歌詞を自ら訳詞した。同楽曲は2007年5月にフジテレビで放送の深夜番組『超V.I.P.』で、『朱蒙』の放送決定と予告、楽曲の起用などの情報とともに、発売が先行的に発表された。同番組でパーソナリティを務める中川翔子は『仮面ライダー響鬼』主題歌「少年よ」「始まりの君へ」を通した布施のファン。それを聞いた布施は番組にVTR出演しメッセージを送った。同番組のエンディングテーマにも度々起用された。カップリング曲「この手のひらほどの倖せ」は、2005年に行われた春のコンサートで布施が朗読、その後パンフレットに掲載していた言葉を書籍化した本の内容をテーマに、布施が作詞・作曲をした楽曲。

## 収録曲
1. 宙よ　※原題「天よ...どうか」（オリジナル歌手：イン・スニ）
作詞：チョ・ヒュンジュ<HYUN JU CHO>（日本語訳：布施明） 作曲：イム・ハヨン<HA YOUNG LIM> 編曲：瀬尾一三、イム・ハヨン<HA YOUNG LIM> （4分15秒）
  - BSフジ放送・韓国ドラマ『朱蒙 -チュモン- Prince of the Legend』主題歌（第1話 - 第35話）
  - フジテレビ系列放送の深夜番組『超V.I.P.』エンディングテーマ（2007年5月、6月、8月）
2. この手のひらほどの倖せ
作詞・作曲：布施明 編曲：瀬尾一三 （4分12秒）
3. 宙よ -Instrumental-
4. この手のひらほどの倖せ -Instrumental-

## 備考・関連項目
1. ↑  番組『超V.I.P.』の放送は深夜枠であるため、視聴者が限られていることから、後日正式に発表された。